# خوان كارلوس شبير
خوان كارلوس شبير (بالإسبانية: Juan Carlos Spir)‏ مواليد 1 مايو 1990 في ميديلين، هو لاعب كرة مضرب كولومبي يلعب باليد اليمنى. أعلى تصنيف له في الفردي كان المركز الـ 425 في سنة 2014. أعلى تصنيف له في الزوجي كان المركز الـ 122 في سنة 2014.

## روابط خارجية
- خوان كارلوس شبير على موقع رابطة محترفي التنس (الإنجليزية)
- خوان كارلوس شبير على موقع الاتحاد الدولي لكرة المضرب (الإنجليزية)
- خوان كارلوس شبير على موقع خلاصة التنس.كوم (الإنجليزية)